# Wúhú Xiàn
Wúhú Xiàn o condado de Wúhú es una localidad de la ciudad-prefectura de Wuhu en la provincia de Anhui, República Popular China, con una población censada en noviembre de 2010 de 294 039 habitantes.
Se encuentra situada en el centro-sur de la provincia, cerca del río Yangtsé y de la frontera con la provincia de Jiangsu.